# Distretto di Fenetoe
Il distretto di Fenetoe è un distretto della Liberia facente parte della contea di Grand Kru.